# Bukovec
 Ovo je glavno značenje pojma Bukovec. Za druga značenja pogledajte Bukovec (razdvojba).
Bukovec (prek.: Bükovci, mađ.: Bükkösd) je naselje u Republici Hrvatskoj, u sastavu Općine Selnica, Međimurska županija. 

## Stanovništvo
Prema popisu stanovništva iz 2001. godine, naselje je imalo 181 stanovnika te 58 obiteljskih kućanstava.
| broj stanovnika | 207   | 175   |       |       | 224   | 285   | 193   | 288   | 347   | 368   | 307   | 300   | 250   | 192   | 181   | 174   | 168   |
|                 | 1857. | 1869. | 1880. | 1890. | 1900. | 1910. | 1921. | 1931. | 1948. | 1953. | 1961. | 1971. | 1981. | 1991. | 2001. | 2011. | 2021. |